# M/S Leo
M/S Leo är en bogserbåt, som byggdes i Florida 1944 för den amerikanska armén, och som användes i samband med de allierades invasion i Normandie i juni 1944 för att frakta pråmar mellan Storbritannien och de konstgjorda invasionshamnarna. Hon bogserades över Atlanten av LT 536 i konvojen NY-119 den 19 september-18 oktober 1944. Hon såldes senare till Finlands handels- och industriministerium. 
M/S Leo köptes 1950 av Wiréns rederi i Piteå och döptes om till Renö. År 1958 köptes hon av Wifstavarfs AB och fick namnet Pehr Hellzén, för att köpas tillbaka av Wiréns 1965. Hon döptes då till Eol och användes under 1970-talet för att dra  timmer från Mälardalen till pappersbruk i Norrland. År 1984 köptes hon av Roland Andersson i Stockholm, som byggde om henne till bostad och gav henne namnet Leo. Hon såldes vidare 1991 till G. Kiessling i Södertälje och 1999 till Per Oscar Kjellberg och Anna Gustin, därefter till Magnus Berg 2017 - i Stockholm.